# Chirita wangiana
Chirita wangiana är en tvåhjärtbladig växtart som beskrevs av Z.Y. Li. Chirita wangiana ingår i släktet Chirita och familjen Gesneriaceae. Inga underarter finns listade i Catalogue of Life.